# NS 5000

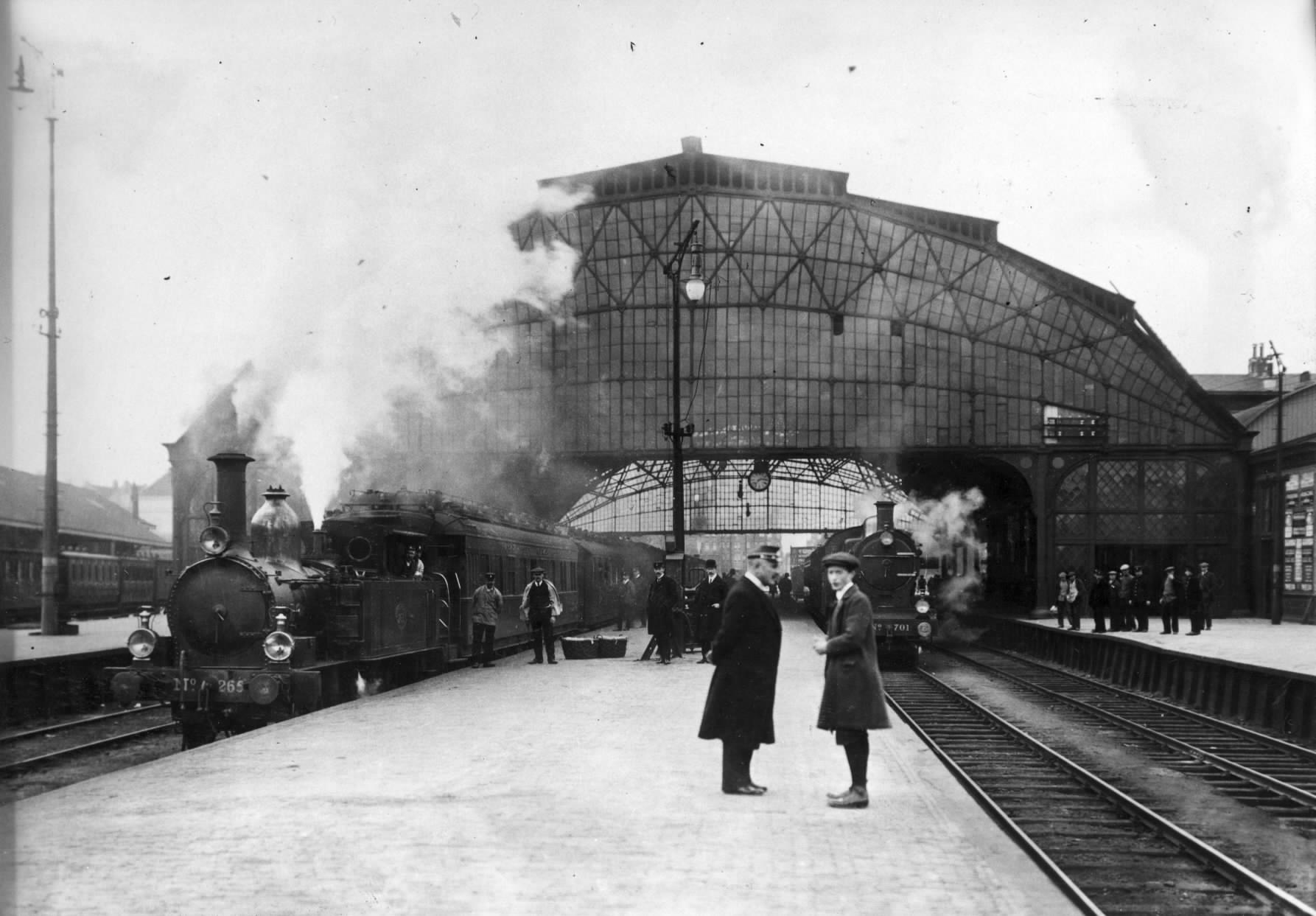
zojuist aangekoppelde stoomlocomotief nr. 265 langs het perron van het station Amsterdam Weesperpoort. (1913)

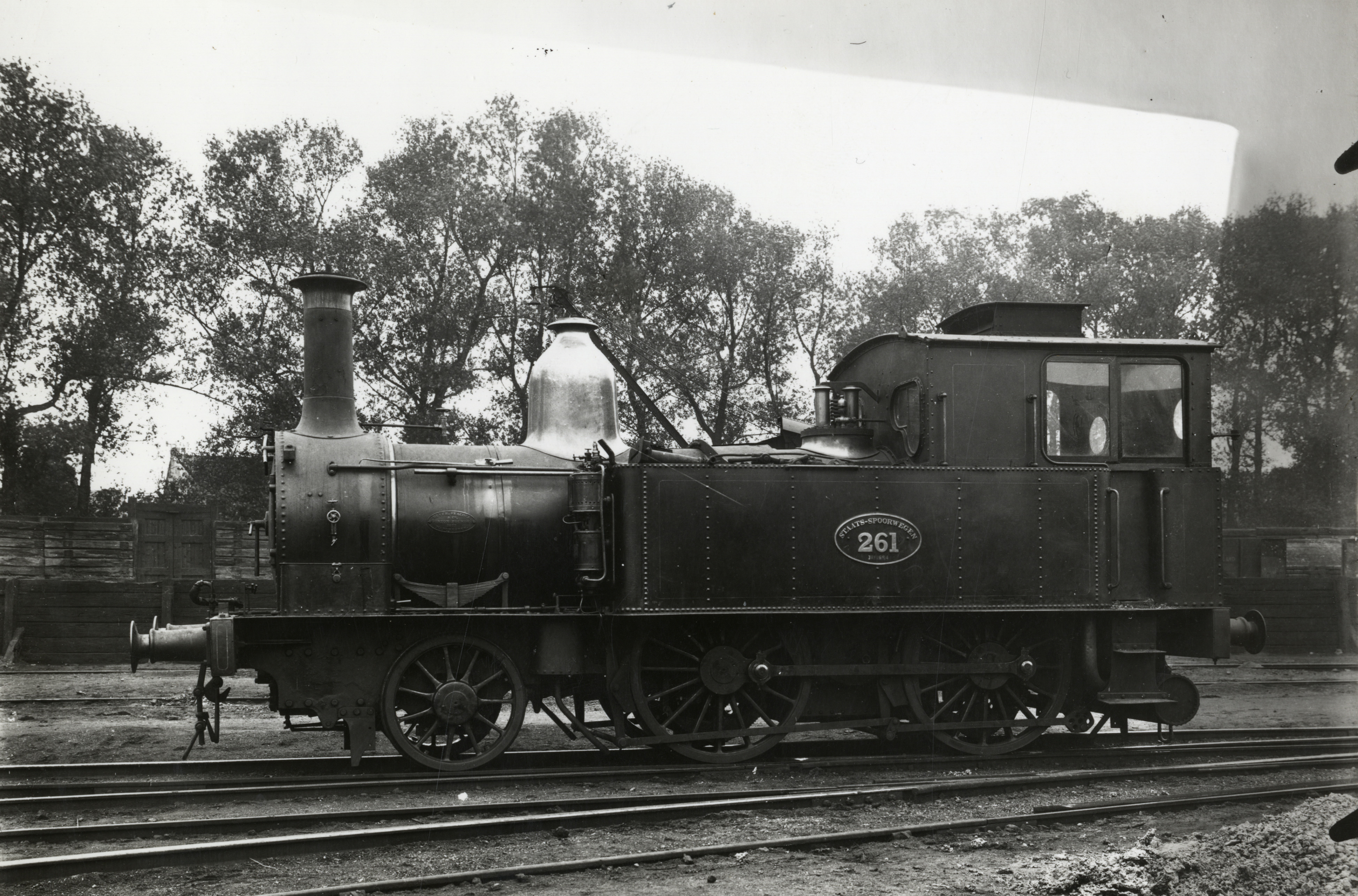
Stoomlocomotief nr. 261

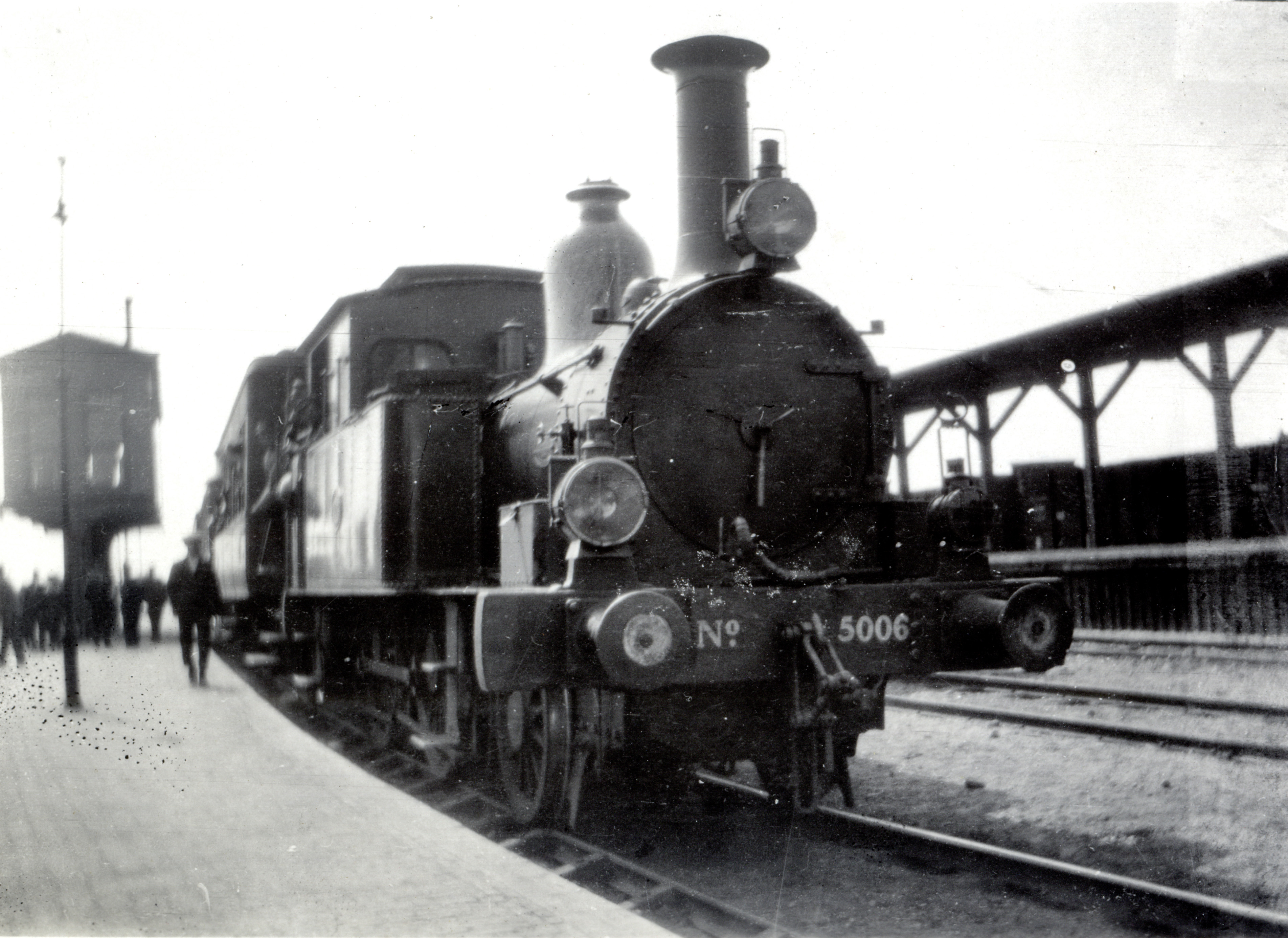
NS 5006 met een trein naar Hoofddorp te Uithoorn, met links op de achtergrond het seinhuis. (29-05-1924)

De serie NS 5000 was een serie tenderlocomotieven van de Nederlandse Spoorwegen (NS) en diens voorganger Maatschappij tot Exploitatie van Staatsspoorwegen (SS).
Voor het rangeerwerk bestelde de SS zes tenderlocomotieven bij de fabriek van Beyer, Peacock and Company in Manchester, welke in 1877 en 1878 werden geleverd met de nummers 261-266. 
Later werden de locomotieven meer en meer ook voor treindiensten gebruikt. Oorspronkelijk waren de zijkanten van het machinistenhuis open, bij het begin van de Eerste Wereldoorlog werd het machinistenhuis voorzien van dichte zijkanten en afsluitbare vensters.
Bij de samenvoeging van het materieelpark van de HSM en de SS tot de Nederlandse Spoorwegen in 1921 kregen de locomotieven de NS-nummers 5001-5006. De locomotieven werden tussen 1927 en 1935 afgevoerd. Er is geen exemplaar bewaard.

## Overzicht
| Fabrieksnummer | Bouwjaar | SS nummer | NS nummer | Afvoer | Bijzonderheden |
| -------------- | -------- | --------- | --------- | ------ | -------------- |
| 1694           | 1877     | 261       | 5001      | 1929   |                |
| 1695           | 1877     | 262       | 5002      | 1927   |                |
| 1696           | 1877     | 263       | 5003      | 1935   |                |
| 1697           | 1877     | 264       | 5004      | 1929   |                |
| 1746           | 1878     | 265       | 5005      | 1932   |                |
| 1747           | 1878     | 266       | 5006      | 1935   |                |